# ハイスクール・ミュージカル:ザ・ミュージカル
『ハイスクール・ミュージカル：ザ・ミュージカル』（原題: High School Musical: The Musical: The Series）は、2019年から配信されているアメリカ合衆国のテレビドラマシリーズ。2006年に公開されたテレビ映画『ハイスクール・ミュージカル』シリーズのリメイクドラマ。オリジナルのハイスクール・ミュージカルが撮影されたイースト高校を舞台に演劇好きな10代がハイスクール・ミュージカルを題材としたミュージカルを作り上げていく物語。彼らの生活や友情、恋、趣味、個性、家族関係なども描いていく。オリヴィア・ロドリゴ、ジョシュア・バセット、マット・コーネット、ソフィア・ワイリー、ラリー・サパースティーン、ジュリア・レスター、ダラ・レネー、フランキー・ロドリゲス、マーク・セント・シア、ケイト・ラインダース、ジョー・セラフィニ、セイラー・ベル・カーダ、エイドリアン・レイルズらが出演する。アメリカでは2019年11月からDisney+で配信された。日本では2020年6月からDisney+で日本語字幕・吹き替え版が配信されている。第1シーズン放送に先駆けて第2シーズンの製作が決定した。第2シーズンは2021年5月に全12話で放送開始した。第3シーズンは2022年7月に全8話で放送。2023年6月24日、同年8月9日配信予定の第4シーズンを以て終了することが正式に発表された。なお、第4シーズンはこれまでとは異なり、全8話を一挙配信する形式となる予定。

## あらすじ
ユタ州のソルトレイクシティにある、ハイスクール・ミュージカルが撮影されたイースト高校へ同作にエキストラで出演していたジェン先生が新しい演劇部の顧問としてやってくる。ジェン先生は赴任して初の作品としてハイスクール・ミュージカルを題材としたミュージカルの上演を決意する。ミュージカルに出演する生徒たちはこの舞台を通して学校や家庭で直面する課題に向き合いながらお互いに絆を深めていく。
第2シーズンではイースト高校演劇部の面々は美女と野獣の演目に取り組む。ライバル校であるノース高校と競い合いながら学生演劇大会の優勝を目指していく。
第３シーズンでは学校を飛び出しカリフォルニア州の通称キャンプ・シャロー・レイクといわれるサマーキャンプに参加する。参加者たちはドキュメンタリーの撮影が行われる中、アナと雪の女王の舞台の準備を進めていく。
第４シーズンでは、イースト高校に舞台を戻しハイスクール・ミュージカル/ザ・ムービーを題材としたステージを制作していく。彼らは後に「ハイスクール・ミュージカル４-再会-」の撮影が学校で行われ、そのエキストラとして彼らが参加することになることを知る。

## キャスト

### メイン
ニニ・サラザール＝ロバーツ
演 - オリヴィア・ロドリゴ / 日本語吹替 - 宇山玲加
（シーズン1-2（メイン）、シーズン3（リカーリング））第1シーズンではガブリエラ役。第2シーズンでは各コーラス。第3シーズンでは自身の音楽キャリアを追求するためカリフォルニアへロードトリップに出る。
リッキー・ボウエン
演 - ジョシュア・バセット / 日本語吹替 - 佐々木拓真
（シーズン1-3（メイン））　第１シーズンではトロイ役、第２シーズンでは野獣役、第3シーズンではクリストフ役をそれぞれ演じる。
エルトン・ジョン（EJ)・カズウェル
演 - マット・コーネット / 日本語吹替 - 相楽信頼
（シーズン1-3（メイン））　第1シーズンではチャド役、第2シーズンではガストン役、第3シーズンではスヴェン役をそれぞれ演じる。第3シーズンでは舞台監督も務めている。
ジーナ・ポーター
演 - ソフィア・ワイリー / 日本語吹替 - 田中杏沙
（シーズン1-3（メイン））　第1シーズンではテイラー役、第2シーズンではフィフィ役、第3シーズンではアナ役を演じる。
ビッグ・レッド
演 - ラリー・サパースティーン / 日本語吹替 - 新祐樹
（シーズン1-2（メイン）、シーズン3（ゲスト））リッキーの親友。タップダンスの才能や電気系統の知識を持っている。第2シーズンでは舞台に参加し、ル・フウ役を演じる。
アシュリン・カズウェル
演 - ジュリア・レスター / 日本語吹替 - 川上彩
（シーズン1-3（メイン））　第1シーズンではダーバス先生、第2シーズンではベルを演じ、第3シーズンではアンサンブルをつとめる。
コートニー
演 - ダラ・レネー  / 日本語吹替 - 横山友香
（シーズン1-3（メイン））　ニニの親友。初めは衣装係をつとめていた。第2シーズンではポット夫人、第3シーズンではエルサを演じる。
カルロス・ロドリゲス
演 - フランキー・ロドリゲス / 日本語吹替 - 鵜澤正太郎
（シーズン1-3（メイン））　イースト高校での２作品ではコレオグラファーを務めている。第2シーズンではルミエール、第3シーズンではオラフを演じる。
ベンジャミン先生
演 - マーク・セント・シア / 日本語吹替 - 平修
（シーズン1-2（メイン））　イースト高校のSTEM教育の教師。
ジェン先生
演 - ケイト・ラインダース / 日本語吹替 - 竹内夕己美
（シーズン1-2（メイン）、シーズン3（リカーリング））イースト高校の新しい演劇部の教師。ハイスクール・ミュージカルにエキストラで出演していた。
セブ・マシュースミス
演 - ジョー・セラフィニ / 日本語吹替 - 室元気
（シーズン1（リカーリング）、シーズン2（メイン）、シーズン3（ゲスト））　第1シーズンではシャーペイ役、第2シーズンではチップ役を演じる。
マドックス
演 - セイラー・ベル・カーダ / 日本語吹替 -
（シーズン3（メイン））キャンプ・シャロー・レイクの参加者でステージマネージャーとなる。
ジェット
演 - エイドリアン・レイルズ / 日本語吹替 -
（シーズン3（メイン））キャンプ・シャロー・レイクの参加者でハンス役を演じる。

### リカーリング
- アレクシス・ネリス - 役: Natalie Bagley（神戸光歩）
- ニコール・サリヴァン（英語版）、ミシェル・ノウ - 役: Carol and Dana（上田ゆう子）
- ジャンヌ・サカタ（英語版） - 役: Malou, Nini
- アレックス・キハーノ - 役: Mike Bowen
- ヴァレンテ・ロドリゲス（英語版） - 役: Principal Gutierrez
- ベス・ラック - 役: Lynne Bowen
- デレク・ハフ - 役: Zack
- ローマン・バンクス - 役: Howie
- オリヴィア・ローズ・キーガン（英語版） - 役: Lily

## エピソード

### シーズン1（2019年 - 2020年）
| 通算 話数 | タイトル                                 | 監督                                     | 脚本                           | 公開日         |
| --------- | ---------------------------------------- | ---------------------------------------- | ------------------------------ | -------------- |
| 1         | "オーディション" "The Auditions"         | タムラ・デイヴィス                       | ティム・フェデラー             | 2019年11月8日  |
| 2         | "読み合わせ" "The Read-Through"          | タムラ・デイヴィス                       | オリヴァー・ゴールドスティック | 2019年11月15日 |
| 3         | "ワンダースタディー" "The Wonderstudies" | タムラ・デイヴィス                       | Zach Dodes                     | 2019年11月22日 |
| 4         | "ブロッキング" "Blocking"                | チャド・ロウ                             | Margee Magee                   | 2019年11月29日 |
| 5         | "ホームカミング" "Homecoming"            | ジョアンナ・カーンズ                     | ティム・フェデラー             | 2019年12月6日  |
| 6         | "勝つぞ！" "What Team?"                  | Kimberly McCullough ジョアンナ・カーンズ | オリヴァー・ゴールドスティック | 2019年12月13日 |
| 7         | "感謝祭" "Thanksgiving"                  | Kimberly McCullough                      | Ann Kim                        | 2019年12月20日 |
| 8         | "テクリハ" "The Tech Rehearsal"          | ジョアンナ・カーンズ                     | Natalia Castells-Esquivel      | 2019年12月27日 |
| 9         | "公演当日" "Opening Night"               | Kabir Akhtar                             | オリヴァー・ゴールドスティック | 2020年1月3日   |
| 10        | "第2幕" "Act Two"                        | Kabir Akhtar                             | ティム・フェデラー             | 2020年1月10日  |

### スペシャル
| タイトル | 監督             | 公開日         |
| --- | ---------------- | -------------- |
| "ハイスクール・ミュージカル：ザ・ミュージカル 特別編" "High School Musical: The Musical: The Series: The Special" | Clayton Cogswell | 2019年12月14日 |

### シーズン2（2021年）
| 通算 話数 | タイトル                    | 監督                | 脚本               | 公開日        |
| --------- | --------------------------- | ------------------- | ------------------ | ------------- |
| 1         | "大みそか" "New Year's Eve" | Kimberly McCullough | ティム・フェデラー | 2021年5月14日 |

## 製作
2017年11月9日、ディズニーから映画『ハイスクール・ミュージカル』シリーズのテレビシリーズ化を企画していることが発表された。
本作はDisney+のローンチタイトルとして製作されたが、Disney+のローンチに先駆けて2019年11月8日に第1話のみディズニー・チャンネル、ABC、Freeformで放映された。Disney+での配信は2019年11月12日からスタートした。

## 評価

### 批評
第1シーズンは批評集積サイトのRotten Tomatoesに31件のレビューがあり、批評家支持率は74%、平均点は10点満点で7.41点となっている。また、Metacriticには16件のレビューがあり、加重平均値は64/100となっている。